# Oberursel
Oberursel (pronunciación en alemán: /oːbɐˈʔʊʁzl̩/ⓘ) es un municipio situado en el distrito de Alto Taunus, en el estado federado de Hesse (Alemania). Su población estimada a finales de 2016 era de 45 849 habitantes.
Se encuentra ubicado en el centro del estado, a poca distancia al norte del río Meno, uno de los principales afluentes del Rin. Fráncfort del Meno es una ciudad vecina de Oberursel.